# زنبور أحمر
الدَّبُّور أو الصَّقِيع أو الزنبور الكبير (بالإنجليزية: Hornet) (الجمع: زَنابير) وتُسمَّى جماعته الخَشْرم ووكرها الخَشَّاء، هو أكبر التنظيمات الاجتماعية للزنابير؛ حيث يصل طول بعض الأنواع إلى 5.5 سـم (2.2 بوصة). تشكل الزنابير الكبيرة جنس الزنبور (الاسم العلمي: Vespa)، وتتميز عن الزنابير الأخرى من حيث عرض الرأس (جزء في الرأس يقع خلف العين). إن أكثر أنواع الدبابير شيوعًا هو الدبور الأوروبي (Vespa crabro)، يُراوح طوله بين 3-2 سم، وينتشر انتشارًا كبيرًا في أوروبا، وروسيا، وشمال شرق آسيا.

## التسمية
الدَّبُّور تسمية مولَّدة، وأقدم ذكر لها جاء في القرن الثاني عشر الهجري (الثامن عشر الميلادي) في كتاب تاج العروس من جواهر القاموس لمرتضى الزبيدي ولعلها تصحيف "دَبْر"، قالَ ابْنُ السِّكِّيت: الدَّبْرُ النَّحْلَ، وجَمْعُه: دُبُورٌ» [تهذيب اللغة]، «قال الأصمعيّ: [الدَّبْرُ] لا واحِدَ لها، و يجمع على: دُبُورٍ. ويُقال للزنابير أيضًا: دَبْر» [الصحاح]، «والدَّبُورُ، بِفَتْحِ الدَّالِ: النَّحْلُ، لَا وَاحِدَ لَهَا مِنْ لَفْظِهَا، وَيُقَالُ لِلزَّنَابِيرِ أَيضًا دَبْرٌ. وحَمِيُّ الدَّبْرِ: عَاصِمُ بْنُ ثَابِتِ بْنِ أَبي الأَفلح الأَنصاري مِنْ أَصحاب سَيِّدِنَا رَسُولِ اللَّهِ، صَلَّى اللَّهُ عَلَيْهِ وَسَلَّمَ، أُصيب يَوْمَ أُحد فَمَنَعَتِ النَّحْلُ الْكُفَّارَ مِنْهُ، وَذَلِكَ أَن الْمُشْرِكِينَ لَمَّا قَتَلُوهُ أَرادوا أَن يُمَثِّلُوا بِهِ فَسَلَّطَ اللَّهُ عز وجل عَلَيْهِمُ الزَّنَابِيرَ الْكِبَارَ تَأْبِرُ الدَّارِعَ فَارْتَدَعُوا عَنْهُ حَتَّى أَخذه الْمُسْلِمُونَ فَدَفَنُوهُ»، تستخدم تسمية الدَّبُّور في بلاد الشام للإشارة إلى هذه الحشرة من الزنابير، ولعل فصيحها "السُّرْمَان"، جاء في لسان العرب لابن منظور: «والسُّرْمَان: ضرب من الزنابير أصفر وأسود، وفي التهذيب: صفر، ومنها ما هو مُجزَّع بحمرة وصفرة وهو من أخبثها، ومنها سُودٌ عظام». قال الفريق أمين المعلوف في كتابه معجم الحيوان أن اسم زنبور يشير إلى هذه الحشرة الكبيرة، إلا أنها تتناقض مع ما ورد في كتاب حياة الحيوان الكبرى لكمال الدين الدميري والمراجع القديمة الأخرى التي ذُكرت فيها أن لهذه الحشرة أنواع مختلفة ليست فقط الكبيرة.

## دورة الحياة

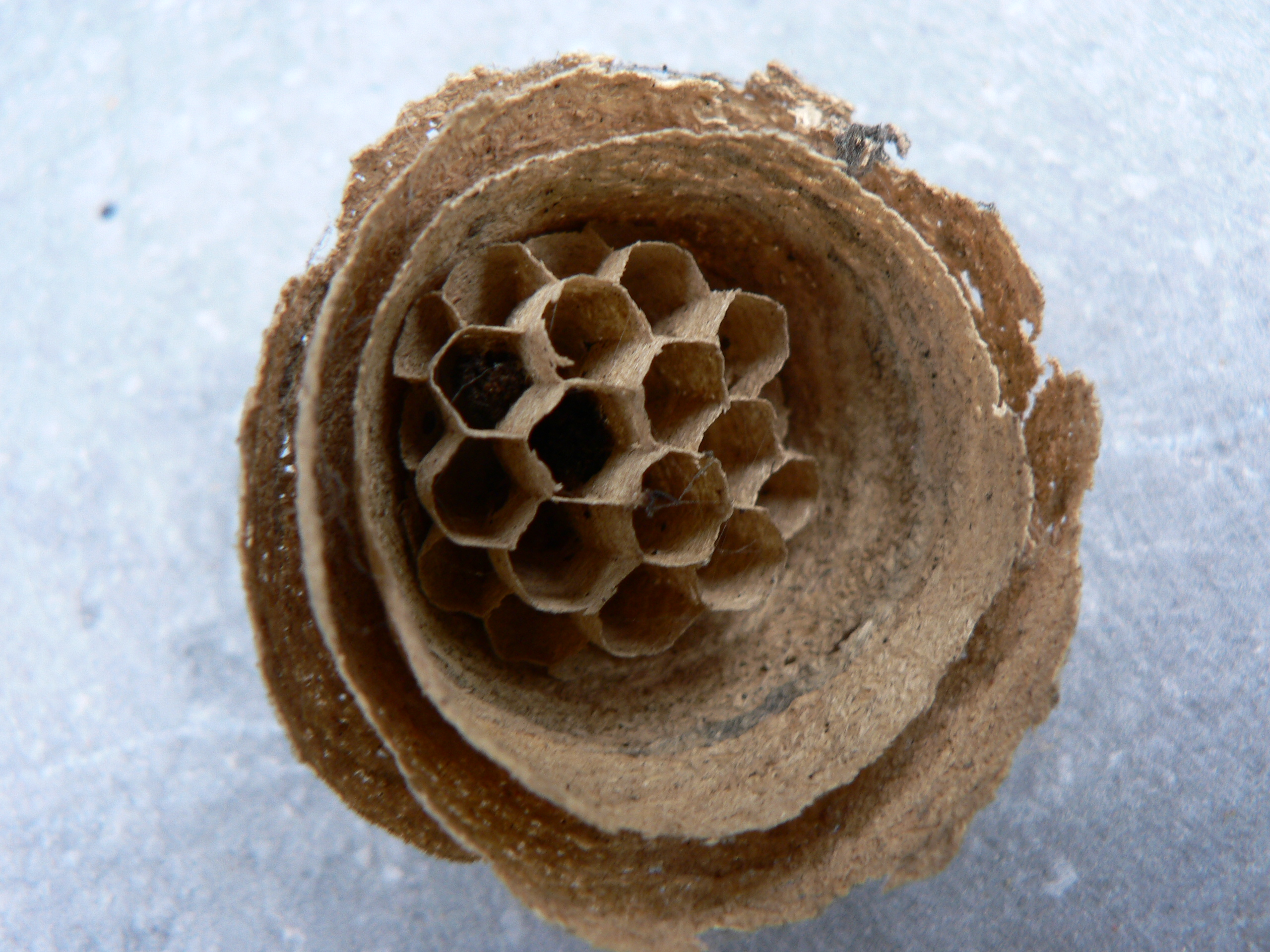
بنية العُش

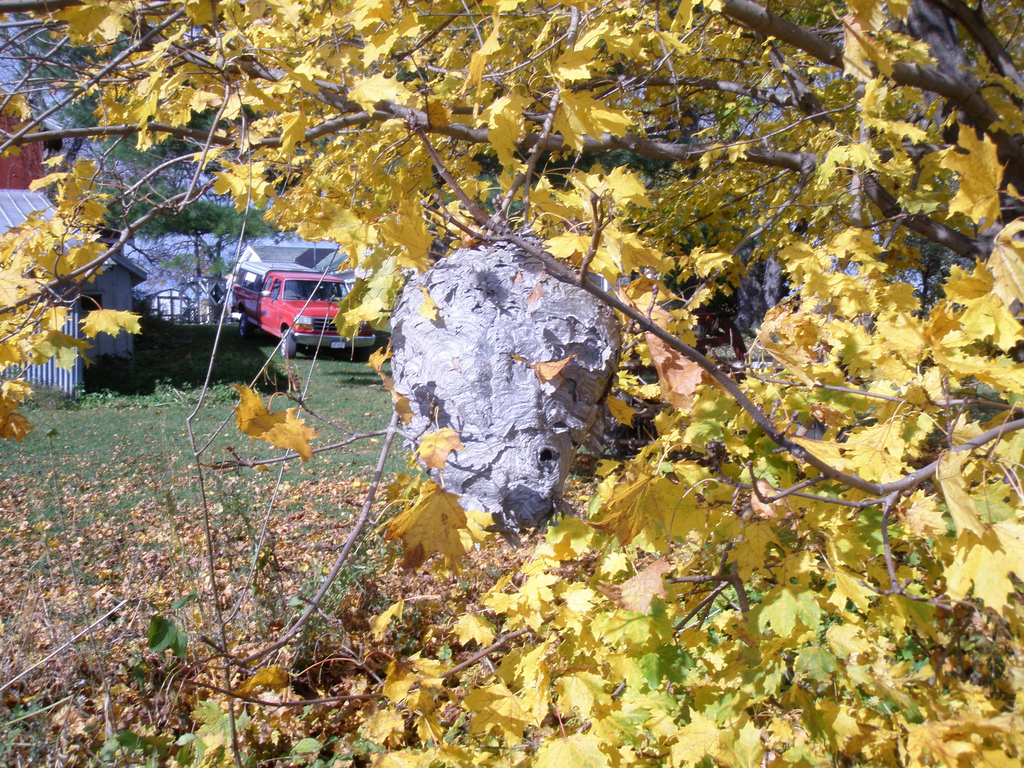
عُش كامل

بالنسبة إلى الدبور الأوروبي، تؤسس الأنثى المُخصبة العُش في الربيع، وتُعرف باسم الملكة. وبصفةٍ عامة، تختار الأنثى الأماكن المحمية كجذوع الأشجار المجوفة والمظلمة. في البداية تقوم بعمل سلسلة من الخلايا (تصل إلى 50) مصنوعة من لحاء الشجر الممضوغ. يتم ترتيب الخلايا في طبقات أفقية تُسمى أمشاط، بحيث تكون كل خلية في وضع رأسي ومغلقة من الأعلى. وبعد ذلك يتم وضع بيضة في كل خلية. وبعد مرور من 5-8 أيام، تفقس البيضة، وفي الأسبوعين التاليين، تمر اليرقات بمراحلها الخمسة. وأثناء ذلك، تُغذيها الملكة من نظام غذائي غني بالفيتامينات من الحشرات. وبعد ذلك، تغزل اليرقة غطاءً حريريًا على فتحة الخلية، وخلال الأسبوعين التاليين، تتحول لتصبح بالغة، وذلك من خلال عملية تُعرف باسم استحالة. وبعدها تسلك طريقها من خلال الغطاء الحريري. وتدريجيًا يتحمل أول جيل من العمال، دائمًا من الإناث، كل المهام التي كانت تقوم بها الملكة سابقًا (البحث عن الغذاء، وبناء العشش، والاهتمام بـالفقسة، إلخ.) باستثناء: وضع البيض، الذي يظل مقصورًا على الملكة.

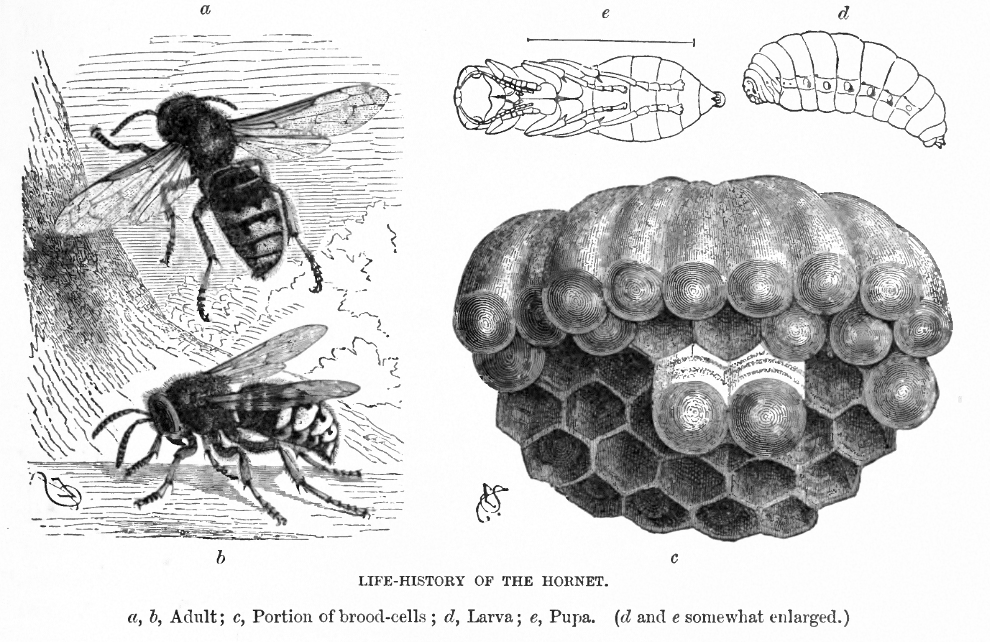
تاريخ حياة الدبور الأوروبي

وبمجرد أن يزيد حجم المستعمرة، تتم إضافة أمشاط جديدة، كما يتم إنشاء غطاء حول طبقات الخلية إلى أن يصبح العش مغطى تمامًا باستثناء فتحة الدخول. ويصل حجم المستعمرة في ذروة عدد سكانها إلى 700 عامل في نهاية فصل الصيف.
وعندئذٍ تبدأ الملكة في إنتاج أولى الأفراد المنتجين. فيتحول البيض المُخصب إلى إناث (أطلق عليها علماء الحشرات اسم «الملكات»)، بينما يتحول البيض غير المُخصب إلى ذكور (يطلق عليها أحيانًا «درونز» (drones)). لا يشارك البالغون من الذكور في صيانة العش، ولا البحث عن الطعام، ولا الاهتمام باليرقات. ومن بداية الخريف حتى منتصفه، يترك الذكور العش ويتزاوجون أثناء «الطيران التزاوجي». وبعد فترة وجيزة من الزواج يموت الذكور. كما يبقى العمال والملكات على قيد الحياة غالبًا حتى منتصف فصل الخريف أو آخره، بينما تبقى الملكات المُخصبة فقط على قيد الحياة حتى الشتاء.
وهناك دورات حياة مشابهة للأنواع الأخرى التي تعيش في الأماكن المعتدلة (مثل الدبور الياباني، (Vespa simillima)، أو دبور البلح (V. orientalis)). ولكن في حالة الأنواع التي تعيش في المناطق الاستوائية (مثل في تروبيكا (V. tropica))، يختلف تاريخ حياتها كثيرًا، أما بالنسبة إلى الأنواع التي تعيش في كلا المناطق الأستوائية والمعتدلة (مثل الدبورالآسيوي العملاق (Vespa mandarinia))، فمن المرجح أن تعتمد دورة الحياة على خط العرض.

## التصنيف
توجد الدبابير بشكل أساسي في نصف الأرض الشمالي. إن الدبور الأوروبي هو النوع الأكثر شهرة، وينتشر بشكلٍ كبير في أوروبا (لكنه لا يوجد أبدًا في شمال دائرة عرض 63)، في الصين الشمالية، كما أنه النوع الوحيد الموجود في أمريكا الشمالية، وأوكرانيا، وروسيا الأوروبية (عدا المناطق الشمالية البعيدة). وفي الشرق، يمتد توزيع هذا النوع من جبال الأورال وحتى سيبيريا الغربية (يوجد في المنطقة المجاورة لـخانتي-مانسييسك). ويحتاج لحمايته في بعض المناطق. وقد بدأ الدبور الأوروبي الشائع في الظهور في أمريكا الشمالية صدفةً في حوالي منتصف القرن التاسع عشر، وعاش هناك منذ ذلك الوقت في نفس المجال تقريبًا في أوروبا. وبالرغم من ذلك، لم يوجد أبدًا في غرب أمريكا الشمالية. أما في آسيا، يوجد الدبور الأوروبي الشائع في سيبيريا الجنوبية، وأيضًا في الصين الشرقية.
يعيش الدبورالآسيوي العملاق (Vespa mandarinia) في منطقة بريمورسكي كراي في روسيا، والصين، وكوريا، وتايوان، وكمبوديا، ولاوس، وفيتنام، والهند الصينية، والهند، ونيبال، وسريلانكا، وتايلاند، ولكنه يوجد أكثر في جبال اليابان، حيث يُعرف بالنحلة الضخمة. ويظهر أيضًا في المناطق شبه المدارية والتي تكون شبه جافة في آسيا الوسطى (إيران، وتركيا، وأفغانستان، وسلطنة عمان، وباكستان، وتركمانستان، وأوزبكستان، وطاجيكستان) وأوروبا الجنوبية (إيطاليا، ومالطا، وألبانيا، ورومانيا، واليونان، وبلغاريا، وقبرص)، وشمال أفريقيا (الجزائر، وليبيا، ومصر، والسودان، وإرتريا، والصومال)، وعلى شواطئ خليج عدن، وفي الشرق الأوسط. كما ظهر في مدغشقر.
ظهر الدبورالآسيوي المفترس (Vespa velutina) في فرنسا إسبانيا.

## اللدغات
تملك الدبابير لدغات تستخدمها لقتل فرائسها والدفاع عن خليتها. إن لدغة الدبابير تسبب ألمًا أكبر للبشر أكثر من الزنابير التقليدية لأن سم الدبور يحتوي على كمية كبيرة (5%) من أستيل كولين. انظر مؤشر سكميدت لألم اللدغة. يمكن أن تلدغ أفراد الدبابير عدة مرات؛ على عكس النحل التقليدي، ولا تموت الدبابير والزنابير بعد اللدغ لأن إبرها غير شائكة ولا تُنتزَع خارج أجسامها.
تختلف سُمَّية اللدغات وفقًا لنوع الدبور، فبعض الدبابير تلدغ لدغة عادية، والبعض الآخر يُصنَّف ضمن أكثر الحشرات الشائعة سُمِّية. ولا تكون لدغات الدبابير قاتلة في ذاتها، باستثناء الضحايا الحساسة أحيانًا. وقد تكون هناك لدغات عديدة للدبابير غير الأوروبية نظرًا للمكونات التي يحويها سم بعض الأنواع والتي تكون شديدة السُمِّية. إن لدغات الدبورالياباني العملاق (فيسبا مندارينا جابونيكا (Vespa mandarinia japonica)) هي أكثر اللدغات المعروفة سُمِّية.
إن لدى الأشخاص الذين يعانون من حساسية تجاه سم الدبور حساسية أيضًا تجاه لدغات الدبور. تتم معالجة التفاعلات الأرجية عامةً عن طريق حقنة الـأدرينالين باستخدام أداة مثل حقنة الأدرينالين الأوتوماتيكية، مع وجود علاج ومتابعة فورية في المستشفى. في الحالات الشديدة، قد يتعرض الأشخاص ذوو الحساسية لـصدمة تأقية ويموتون إذا لم يتلقوا العلاج بشكل فوري.

## فيرومون الهجوم
يمكن أن تقوم الدبابير، مثل كثيرٍ من الزنابير الاجتماعية، بإعداد العش بأكمله للدغ دفاعًا عن نفسها، وهو أمرٌ شديد الخطورة للحيوانات والإنسان. يتم إطلاق فيرومون الهجوم لدى الدبور في حال وجود تهديد للعُش، وللإشارة لوجود فريسة، مثل النحل. وتم التعرف على ثلاثة مركبات كيميائية حيوية من الناحية البيولوجية: 2-بيوتانول، بنتان-2-ول، و1-ميثيل بوتيل 3-ميثيل بيوتانول. في الاختبارات الميدانية، أثار 2-بيوتانول وحده إنذارًا متوسطًا، ولكن أدت زيادة المكونين الآخرين إلى زيادة العدوانية مع حدوث تأثير تآزري.
إذا قُتل الدبور بالقرب من العش، قد يُطلق الفيرمون الذي قد يؤدي إلى هجوم الدبابير الأخرى. يمكن أن تثير المواد التي تحتك بالفيرومون، مثل: الملابس، والجلد، والفرائس والدبابير الميتة، الهجوم، بالإضافة إلى نكهات طعام محددة، مثل الموز، ونكهة التفاح، والروائح التي تحتوي على C5 كحوليات وC10 إستر.

## الفريسة
يتغذى ذكر الدبور والحشرات التي تقاربه (مثل الدبور المقلم) على النباتات الغنية بالرحيق والسكريات. ومن ثمَّ، فإننا نراهم دائمًا على عصارة شجر البلوط، والفواكه الحلوة المتعفنة، والعسل، وأية مواد غذائية تحتوي على سكريات. تُحلق الدبابير بصفة مستمرة فوق البساتين لكي تنقض على الفاكهة شديدة النُضج. إذا قام شخص بقطف ثمرة (مثل الكمثرى) بداخلها دبور، يكون أكثر عرضة لهجوم الدبور المنزعج عليه؛ حيث أن الدبابير تميل إلى حفر ثقب داخل الثمرة ليغطس نفسه في لحمها الغض.
تتغذى الدبابير البالغة على حشرات متنوعة أيضًا، والتي تقتلها بلدغاتها وفكها. نظرًا لحجمها وقوة سمها، تستطيع الدبابير قتل الحشرات الكبيرة أو الخطيرة مثل: نحل العسل، والـجنادب والـجراد بلا صعوبة أو جهد كبير. يتم مضغ الضحية بصورة تامة ثم إعطاؤها للـيرقات التي تنمو في العش في صورة ردغة، بدلاً من قيام الدبابير البالغة بأكلها. وبما أن بعض الفرائس تُعتبر مزعجة، قد تُعتبر الدبابير مفيدة في بعض الظروف.

## الأنواع
- الدبور قليل الخطوط (Vespa affinis)
- فيسبا أناليس (Vespa analis)
- فيسبا أوراريا (Vespa auraria)
- الدبور الأسود المنتفخ (Vespa basalis)
- فيسبا بيليكوسا (Vespa bellicosa)
- فيسبا بيكينكتا (Vespa bicincta)
- دبور الواقي الأسود (دبور ثنائي اللون) (Vespa bicolor)
- فيسبا بنغامي (Vespa binghami)
- فيسبا كرابرو (Vespa crabro)
- †فيسبا داسيبوديا (Vespa dasypodia)
- فيسبا دوساليس (Vespa ducalis)
- فيسبا ديبووسكي (Vespa dybowskii)
- فيسبا فيرفيدا (Vespa fervida)
- فيسبا فوميدا (Vespa fumida)
- فيسبا لاكتوزا (Vespa luctuosa)
- الدبور الآسيوي العملاق (Vespa mandarinia)
- فيسبا موكساريانا (Vespa mocsaryana)
- فيسباا مالتيماكيولاتا (Vespa multimaculata)
- الدبور الشرقي (Vespa orientalis)
- الفيسبا الفليبينية (Vespa philippinensis)
- الدبور الياباني (Vespa simillima)
- فيسبا سورور (Vespa soror)
- الدبور المخطط Vespa tropica
- الدبور الآسيوي المفترس (Vespa velutina)
- فيسبا فيفكس (Vespa vivax)

### أنواع هامة
- الدبورالآسيوي العملاق (Vespa mandarinia)
  - الزنبور الياباني العملاق (Vespa mandarinia japonica) - هو أكبر دبور، وأكثر الزنابير المعروفة سُمِّية (للدغة الواحدة).[12]
- الدبورالآسيوي المفترس Vespa velutina
- الدبور الأسود المنتفخ Vespa basalis
- دبورالواقي الأسود الدبور ثنائي اللون (Vespa bicolor)
- الدبور الأوروبي فيسبا كاربرو، (يُعرف أحيانًا بـدبور العالم القديم، أو الدبور البني).
- الدبور المخطط Vespa tropica
- الدبور الياباني Vespa simillima (يُعرف أيضًا بـالدبور الياباني الأصفر).
- الدبور قليل الخطوط Vespa affinis
- الدبور الشرقي Vespa orientalis
- فيسبا لاكتوزا (Vespa luctuosa) يمتلك فينوم هو الأكثر سُمِّية بين الزنابير (لكل كمية).[12]